# 岩手開発鉄道DD43形ディーゼル機関車

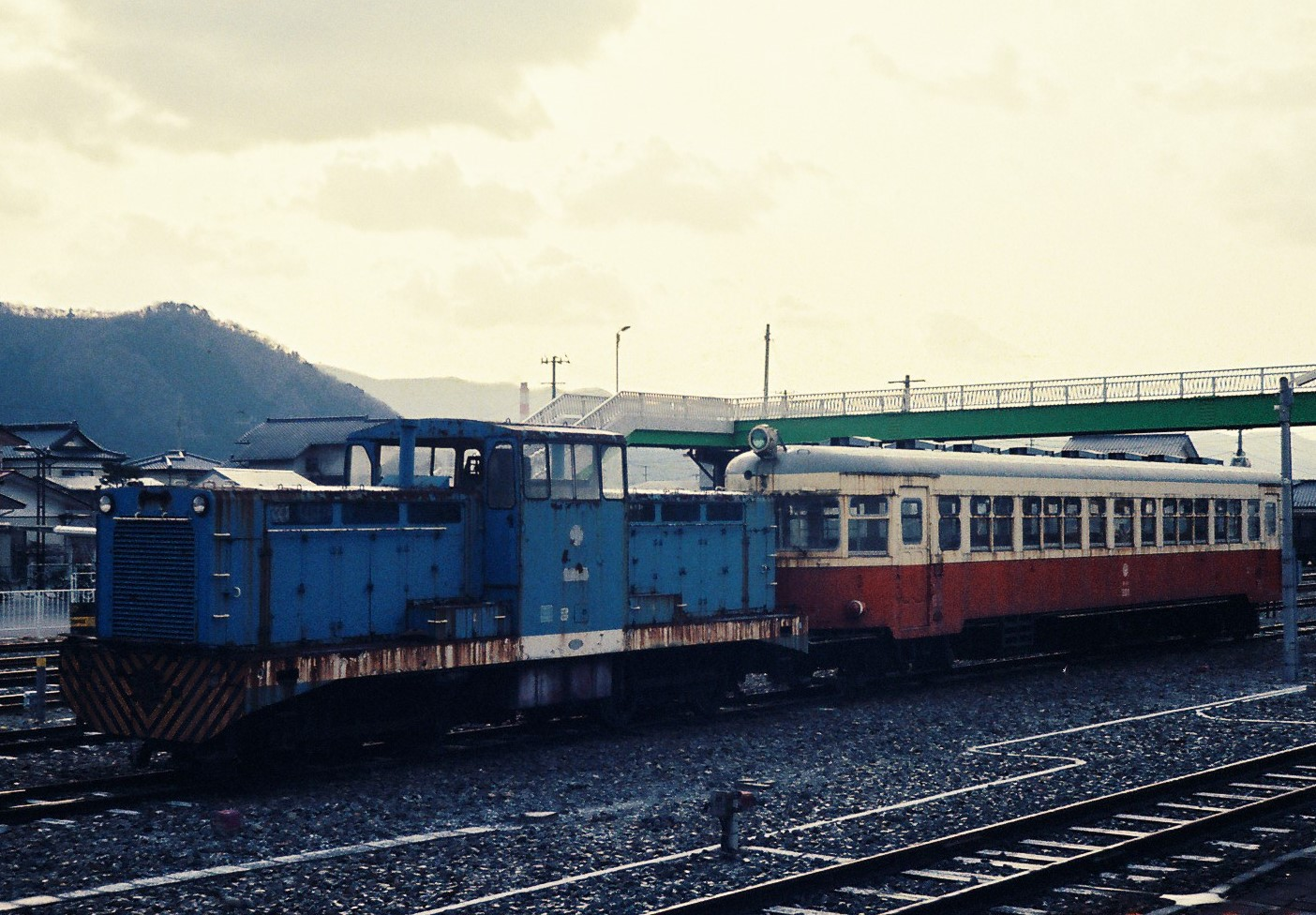
盛駅に留置されていたDD43形（1992年2月19日）

岩手開発鉄道DD43形ディーゼル機関車（いわてかいはつてつどうDD43がたディーゼルきかんしゃ）は、岩手開発鉄道でかつて運用されていたディーゼル機関車である。
1両（DD4341）が在籍した。
DD43形の43は自重43tの意味である。車番の41の4は、岩手開発鉄道のディーゼル機関車の連番で、4形式目を意味する。

## 概要
石灰石輸送の重量貨物牽引用として、1963年に東洋電機製造が製造した43tロッド式の凸形ディーゼル機関車である。主力機関車として運用されていたが、故障が多かった。これは無理な運用が多かったからという。
DD53形の増備で主役の座を譲り、1970年からは赤崎線のセメント運搬列車の専用機となった。
セメント列車が1983年2月28日に廃止された後、1985年3月に廃車となった。

## 主要諸元
- 全長：11,000mm
- 全幅：2,620mm
- 全高：3,648mm
- 自重：43.0t
- 機関：DMH17SB（300ps）2基
- 軸配置：B-B